# スーパーマン/バットマン:パブリック・エネミー
『スーパーマン/バットマン:パブリック・エネミー』（英: Superman/Batman: Public Enemies）は、DCコミックスから2004年に出版されたアメリカン・コミックス『Superman/Batman』のエピソード「Public Enemies」を原作とするOVA。DCユニバース・アニメイテッド・オリジナル・ムービーズとしては6作目の映像作品で、2009年9月29日に発売された。

## キャスト
| - スーパーマン - ティモシー・デイリー - バットマン - ケヴィン・コンロイ - レックス・ルーサー - クランシー・ブラウン - アマンダ・ウォーラー - CCH・パウンダー - キャプテン・アトム - ザンダー・バークレー - パワーガール - アリソン・マック - ブラックライトニング - レヴァー・バートン - スターファイヤー - ジェニファー・ヘイル - メジャー・フォース - リカルド・アントニオ・チャビラ - キャプテン・マーベル - コーリー・バートン - ホークマン - マイケル・ガフ | - メタロ - ジョン・C・マッギンリー - ナイトシェード - レイチェル・マクファーレン - レディ・シヴァ - レイチェル・マクファーレン - キャプテン・コールド - マイケル・ガフ - キラーフロスト - ジェニファー・ヘイル - ゴリラ・グロッド - ブライアン・ジョージ - ソロモン・グランディ - コーリー・バートン - ジャイガンタ - アンドレア・ロマーノ - モングル - ブルース・ティム - トイマン - カルバン・トラン - アルフレッド・ペニーワース - アラン・オッペンハイマー |

## 関連コミック
スーパーマン/バットマン:パブリック・エネミー
ヴィレッジブックス刊。
2016年2月29日発売。
ISBN 978-4864912631

## サウンドトラック
2010年にはクリストファー・ドレイクによるオリジナルサウンドトラックが販売されている 。
『Superman/Batman Public Enemies (Soundtrack from the DC Universe Animated Original Movie)』
| #         | タイトル                                                           | 作詞  | 作曲・編曲 | 時間 |
| --------- | ------------------------------------------------------------------ | ----- | ---------- | ---- |
| 1.        | 「Markets Crash」                                                  |       |            | 1:32 |
| 2.        | 「Main Title」                                                     |       |            | 2:27 |
| 3.        | 「Freeway Chase」                                                  |       |            | 1:15 |
| 4.        | 「Admit Something」                                                |       |            | 1:40 |
| 5.        | 「Metallo」                                                        |       |            | 4:51 |
| 6.        | 「High Voltage」                                                   |       |            | 0:51 |
| 7.        | 「Framed」                                                         |       |            | 1:27 |
| 8.        | 「Luthor talks to Power Girl」                                     |       |            | 0:55 |
| 9.        | 「S.T.A.R. Labs/ Banshee & The Cold Crew / Mongul, Grundy, Grodd」 |       |            | 5:57 |
| 10.       | 「Bounty Hunters」                                                 |       |            | 1:58 |
| 11.       | 「No Surrender」                                                   |       |            | 2:02 |
| 12.       | 「Tornado Recovery」                                               |       |            | 0:16 |
| 13.       | 「Trust Your Instints」                                            |       |            | 4:05 |
| 14.       | 「The Corps Fights Sinestro」                                      |       |            | 2:48 |
| 15.       | 「Missile Launch」                                                 |       |            | 1:45 |
| 16.       | 「Luthor’s Fix」                                                   |       |            | 0:23 |
| 17.       | 「Shazam!」                                                        |       |            | 3:05 |
| 18.       | 「Luthor Shoots Up」                                               |       |            | 1:17 |
| 19.       | 「Heroes In Disguise」                                             |       |            | 3:11 |
| 20.       | 「Toyman」                                                         |       |            | 2:13 |
| 21.       | 「Blast Off」                                                      |       |            | 4:02 |
| 22.       | 「Ultimate Sacrifice」                                             |       |            | 3:06 |
| 23.       | 「A Hero’s Return」                                                |       |            | 2:56 |
| 24.       | 「End Credits」                                                    |       |            | 4:00 |
| 合計時間: | 合計時間:                                                          | 56:57 |            |      |